# Calendario rúnico

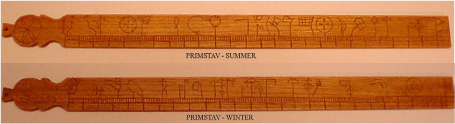
Bastón rúnico

Un calendario rúnico (también bastón rúnico) es un calendario perpetuo, cuyas variantes se utilizaron en el norte de Europa hasta el siglo XIX. Un calendario rúnico típico consistía en varias líneas horizontales de símbolos, una encima de otra. Los días especiales, como solsticios, equinoccios y celebraciones (incluidas las fiestas y festividades cristianas) se marcaban con líneas adicionales de símbolos.
Los calendarios rúnicos se escribían en pergamino o se tallaban en duelas de madera, hueso o cuerno. El más antiguo que se conoce, y el único de la Edad Media, es un pentagrama de Nyköping (Suecia), que se cree que data del siglo XIII. La mayoría de los varios miles que se conservan son calendarios de madera de los siglos XVI y XVII. Durante el siglo XVIII, los calendarios rúnicos tuvieron un renacimiento como antigüedades, y se fabricaron calendarios rúnicos de alrededor de 1800 en forma de cajas de tabaco de latón.

## Marcas

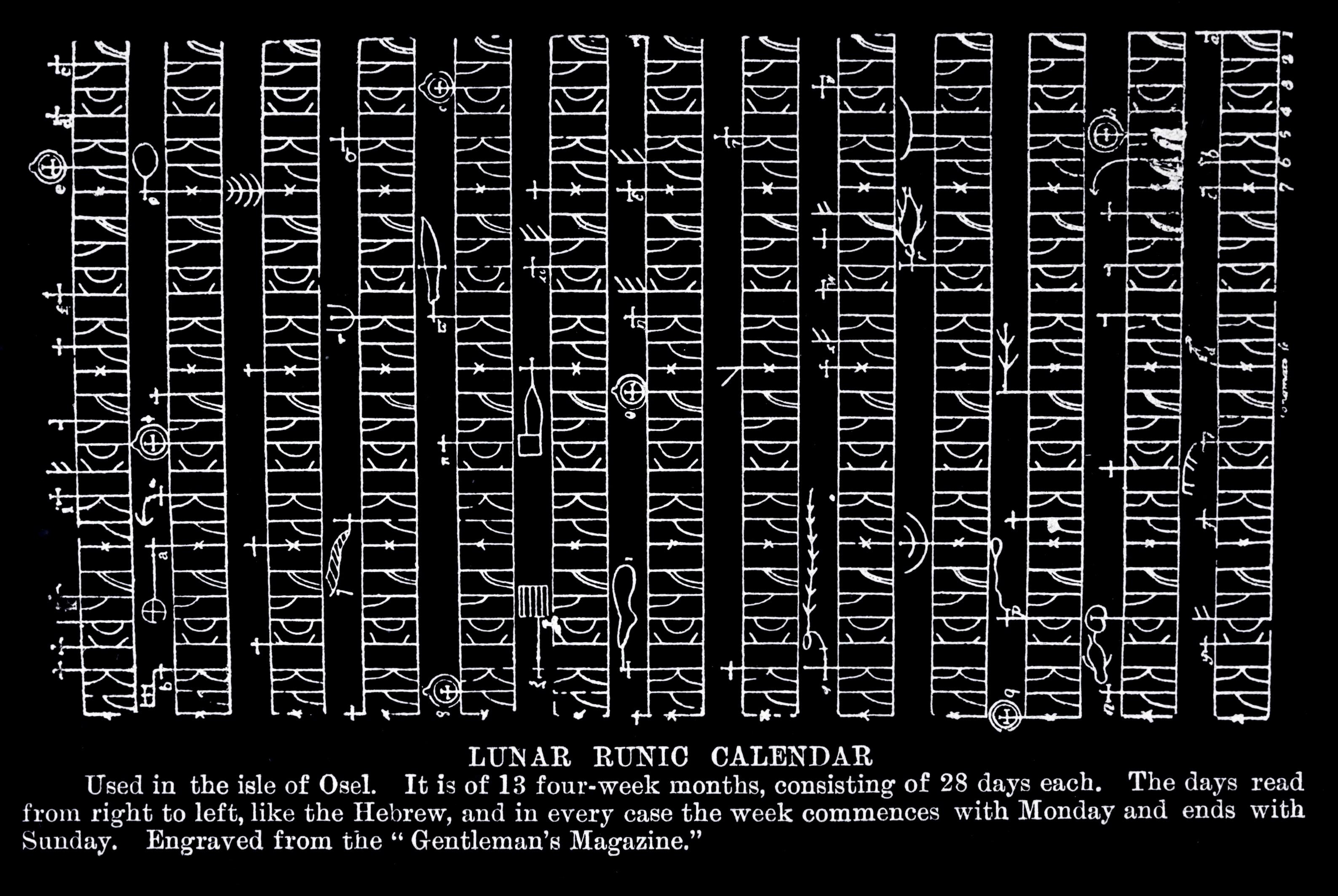
Calendario rúnico de la isla estonia de Saaremaa con cada mes en un bloque de madera separado.

En una línea, se dispusieron 52 semanas de 7 días utilizando 52 repeticiones de las siete primeras runas del futhark joven. Las runas correspondientes a cada día de la semana variaban de un año a otro.
En otra línea, muchos de los días estaban marcados con uno de los 19 símbolos que representaban los 19 números áureos, correspondientes a los años del ciclo metónico. En los primeros calendarios, cada uno de los 19 años del ciclo estaba representado por una runa; las 16 primeras eran las 16 runas del futhark joven, más tres runas especiales improvisadas para los tres años restantes. La luna nueva caía en ese día durante ese año del ciclo. Por ejemplo, en el año 18 del ciclo, las lunas nuevas caerían en todas las fechas marcadas con tvimadur, el símbolo del año 18. Los calendarios posteriores utilizaban números pentádicos para los valores 1-19.
| Arábigo       | 1 | 2 | 3 | 4 | 5 | 6 | 7 | 8 | 9 | 10 | 11 | 12 | 13 | 14 | 15 | 16 | 17 | 18 | 19 |
| Números áureo | ᚠ | ᚢ | ᚦ | ᚬ | ᚱ | ᚴ | ᚼ | ᚾ | ᛁ | ᛅ  | ᛋ  | ᛏ  | ᛒ  | ᛚ  | ᛘ  | ᛦ  | ᛮ  | ᛯ  | ᛰ  |

Como este sistema necesitaba 19 runas para representar los 19 números áureos que representaban los 19 años del ciclo del calendario perpetuo, el Futhark Joven era insuficiente, ya que sólo tenía 16 caracteres. La solución fue añadir tres runas especiales para representar los números restantes: (arlaug; número áureo 17), (tvimadur o tvímaður; número áureo 18) y (belgthor; número áureo 19). En 1636, Ole Worm documentó el sistema numérico Younger Futhark, incluidos estos tres caracteres, en su Runir seu Danica literatura antiquissima (Runas: la literatura danesa más antigua).
En 1498 se imprimió, una versión que utilizaba el alfabeto latino para los días de la semana y números arábigos para los números áureos, como parte del Breviarium Scarense.

## Primstav

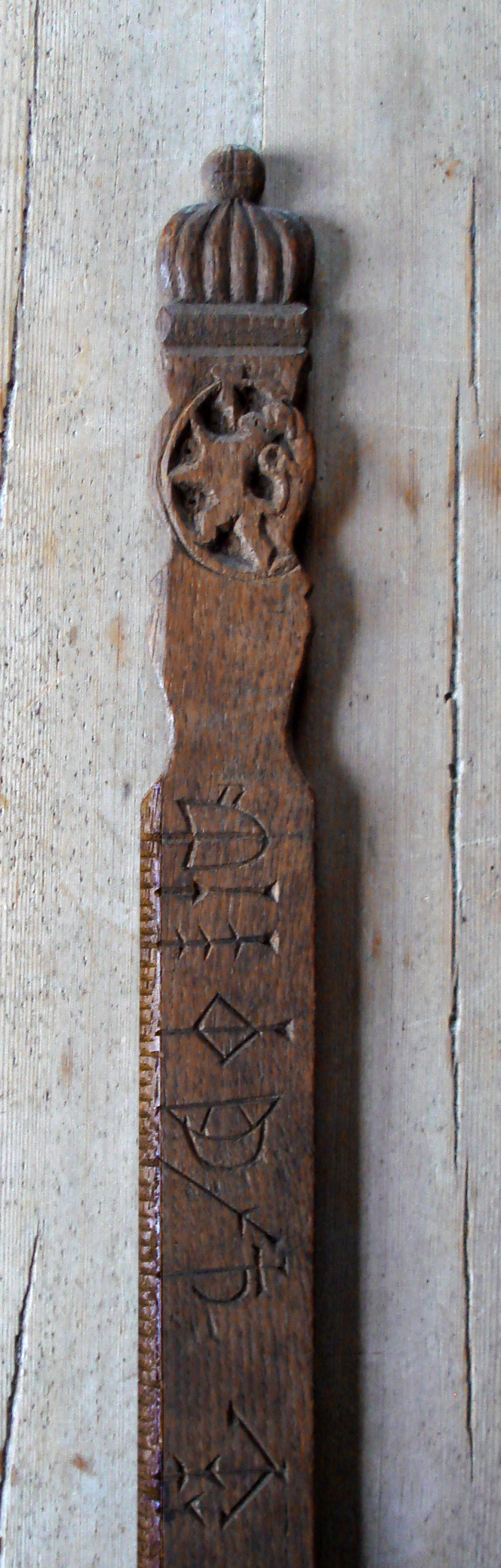
Primstav de Hallingdal con cota de armas de Noruega,.

Un primstav es el antiguo palo del calendario noruego. Llevaban grabadas imágenes en lugar de runas. Las imágenes representaban las diferentes festividades religiosas no móviles. El primstav más antiguo que se conserva data de 1457 y se conserva en el Museo Nacional de Dinamarca.

## Forma de uso
Los seguidores de la religión étnica estonia (maausk) publican calendarios rúnicos (en estonio: sirvilauad) todos los años desde 1978. Hasta 1991, el calendario era una publicación samizdat ilegal bajo el gobierno soviético.